# Jacob Friedrich von Abel
Jacob Friedrich von Abel (Vaihingen, 9 de maio de 1751 - 1829, Schorndorf) foi um filósofo alemão do século XVIII, notório por sua crítica do pensamento de Immanuel Kant e defesa da metafísica racionalista tradicional.

## Vida
Filho de um oficial do Estado, Abel recebeu uma formação teológica típica, indo estudar filosofia na Universidade de Tubinga em 1768. Teve como professores princípais Gottfried Ploucquet e August Friedrich Böck, alguns dos últimos representantes da escola Wolffiana em Tubinga. O jovem Jacob era pouco entusiasta dessa tradição intelectual, dedicando-se mais ao estudo privado da psicologia empírica. Aos vinte e um anos foi convidado à ensinar na Karlsschule de Stuttgart, em 1772, onde ascendeu à vários cargos. Foi um professor amplamente popular na escola, onde provocou uma transformação do currículo em favor de uma inclinação mais empiricista. Em Stuttgart, teve como estudante notório Friedrich Schiller, que o conheceu em 1776 enquanto um estudante de medicina, e sobre o qual exerceu um influência significativa, especialmente durante da juventude.
Com a morte de Ploucquet, foi convidado à assumir o cargo de professor de filosofia em Tubinga. Naquele momento, porém, sua perspectiva filosófica já sofria um significativo descompasso com o clima intelectual prevalente, o que resultou no declínio de sua popularidade e relevância, apesar do avanço profissional. Permaneceu lá até 1811, produzindo tratados sobre psicologia e epistemologia. Mudou-se, posteriormente, para uma escola evangélica em Schöntal, onde possuiu uma função administrativa, e, mais tarde, passou por outras duas escolas do tipo.

## Obra
- Einleitung in die Sittenlehre (1786)
- Über die Quellen der menschlichen Vorstellungen (1786)
- Plan einer systematischen Metaphysik (1787)
- Über die Frage: Wird das Genie geboren oder erzogen? (1776)
- Grundsätze der Metaphysik (1786)
- Versuch über die Natur der speculativen Vernunft zur Prüfung des Kantischen Systems (1787)